# Breurey-lès-Faverney
Breurey-lès-Faverney – miejscowość i gmina we Francji, w regionie Burgundia-Franche-Comté, w departamencie Górna Saona.
Według danych na rok 1990 gminę zamieszkiwało 510 osób, a gęstość zaludnienia wynosiła 26 osób/km² (wśród 1786 gmin Franche-Comté Breurey-lès-Faverney plasuje się na 309. miejscu pod względem liczby ludności, natomiast pod względem powierzchni na miejscu 118.).